# Babymetal
Babymetal (ベビーメタル, Bebīmetaru), estilizado como BABYMETAL, é um grupo japonês do gênero metal consistente de Su-metal (Suzuka Nakamoto), Moametal (Moa Kikuchi) e Momometal (Momoko Okazaki), gerenciado pela agência de talentos Amuse. É considerada por muitos uma das principais bandas da nova geração do Metal. Babymetal foi formado em 28 de novembro de 2010 como um subgrupo do grupo idol Sakura Gakuin, sob o conceito de "a fusão de metal e idol", e lançou seu single de estreia independente "Doki Doki Morning" (2011), distribuído limitadamente em eventos ao vivo e online. Durante o ano de 2012 o grupo lançou dois singles independentes; "Babymetal × Kiba of Akiba", um split em colaboração à banda de metal alternativo Kiba of Akiba, e "Head Bangya!!", primeiro single solo lançado pelo grupo. Em janeiro de 2013, Babymetal fez sua estreia maior com o single "Ijime, Dame, Zettai", e mais tarde nesse ano veio a ser lançado o single "Megitsune", ambos adentrando entre os 10 mais vendidos durante a semana de lançamento, de acordo com a Oricon e entre os 20 de acordo com a Billboard Japan.
Babymetal conseguiu sucesso mundial após o lançamento de seu álbum de estreia, autointitulado (2014), alcançando o 4° lugar na parada semanal da Oricon, com 37 463 cópias vendidas na semana de seu lançamento, além de se tornar o álbum japonês mais vendido na América do Norte em 2014, estreando no 187° lugar na parada americana Billboard 200, tornando-as as artistas japonesas mais jovens entre os que já figuraram na parada supracitada. O álbum também alcançou o 1° lugar na parada World Albums, da Billboard, além de ser certificado com ouro no Japão, pela RIAJ, por ultrapassar 100 000 cópias enviadas às lojas.
Em janeiro de 2015, o grupo lançou suas apresentações na arena Nippon Budokan em formato de DVD/BD, Live at Budokan ~Red Night & Black Night Apocalypse~, além de lançar seu primeiro álbum ao vivo, Live at Budokan ~Red Night~. A versão BD de Live at Budokan ~Red Night & Black Night Apocalypse~ estreou em 1° lugar na parada semanal da Oricon, tornando-as as artistas mais jovens, com a média de idade de 15.7 anos, a realizar tal feito. O álbum ao vivo Live at Budokan ~Red Night~ alcançou o 3° lugar na parada semanal da Oricon, sendo o primeiro álbum ao vivo a alcançar o topo da parada semanal de álbuns da Oricon em 24 anos e 7 meses, precedido por Shining Star, lançado pelo duo pop Wink em maio de 1990. Live at Budokan ~Red Night~ alcançou o 3° lugar na parada World Albums, da Billboard, enquanto seu álbum de estreia, Babymetal, continua na parada desde seu lançamento, fazendo com que dois trabalhos consecutivos do grupo figurem na parada. Também em 2015, Babymetal foi eleito pela revista Nikkei Entertainment um dos 20 grupos idol mais populares do ano no Japão, em sua lista anual; além de considerado o quarto artista japonês mais popular no Spotify, com um total de 30 100 seguidores, seguido de One Ok Rock, Joe Hisaishi e Ryuichi Sakamoto.

## História

### 2010: Origens e formação

Antigo logotipo do grupo.

Babymetal foi formado em 28 de novembro de 2010, inicialmente como um subgrupo do grupo idol Sakura Gakuin, sob o conceito de uma "fusão de metal e idol". De acordo com o site britânico Gigwise, "Babymetal foi formado para adicionar uma borda inquietante e ameaçadora para um mundo doentiamente doce e manufaturado". Key Kobayashi, produtor do grupo conhecido como Kobametal, disse que visava criar um projeto com Suzuka Nakamoto (Su-metal) como líder e dona dos vocais principais desde 2009, quando o grupo Karen Girl's (onde Su-metal era integrante) encerrou as atividades. De acordo com Kobametal, ele estava à procura de outras integrantes e finalmente decidiu que pela presença de palco única de Nakamoto, outras integrantes deveriam estar em contraste com ela. "E se outras garotas dançassem ao seu redor como anjos?", ele pensou, e convidou Yui Mizuno (Yuimetal) e Moa Kikuchi (Moametal) (ambas com somente 10 anos de idade) para participar do projeto. Nenhuma das integrantes haviam tido contato com o heavy metal antes da formação do grupo. Su-metal disse numa entrevista à MTV 81, "Quando ouvimos a ideia para o projeto, nós ficamos como “O que?!”".
De acordo com Kobametal, o nome do grupo veio a ele como uma "revelação" (como uma "mensagem divina"). É uma brincadeira com a palavra "heavy metal"; em japonês, a palavra "baby" (ベビー, bebī) rima com "heavy" (ヘビー, hebī). "Baby" indica fofura, "metal" – intensidade. Além disso, ele passou a interpretá-lo como "metal recém-nascido". Numa entrevista á RazorTV, enquanto em Singapura no final de 2013, as integrantes do grupo também usaram a última interpretação. Elas afirmaram que seu "estilo" de metal era um gênero recém-nascido, e isso era o que "bebê" em "Babymetal" representava.

### 2010–2012: Lançamentos independentes
A primeira performance do grupo ao vivo foi em 28 de novembro de 2010, durante o primeiro concerto solo do Sakura Gakuin. Sua primeira canção, "Doki Doki Morning", foi originalmente lançada em abril de 2011 no álbum de estreia do Sakura Gakuin, Sakura Gakuin 2010 Nendo ~message~. Depois, o grupo filmou um vídeo musical para a canção e em outubro de 2011 lançaram-no como DVD single, pretendido para uma distribuição limitada (somente em eventos ao vivo). Além disso, em julho de 2011, em um concerto do Sakura Gakuin, o grupo estreou uma segunda canção, "Ijime, Dame, Zettai" (lit. "Chega de Bullying", com uma temática lírica anti-bullying), mas a mesma só fora lançada como single muito depois, em 2013. O primeiro CD single do Babymetal foi uma colaboração com a banda japonesa Kiba of Akiba e foi intitulado "Babymetal × Kiba of Akiba". Lançado numa sub-gravadora independente da Toy's Factory (Jūonbu Records, mesma sub-gravadora que lançou "Doki Doki Morning", e depois "Head Bangya!!") em março de 2012, o single alcançou a 3ª posição na Oricon Weekly Indie Chart e a 1ª na Tower Records Shibuya Weekly Indie Ranking.
Em julho de 2012, o grupo lançou um single intitulado "Head Bangya!!". O vídeo musical para a faixa título, dirigido por Hidenobu Tanabe, quem seria nomeado Melhor Diretor daquele ano (2012) na Space Shower Music Video Awards, narra a história de uma garota de 15 anos que encontra o lendário neck corset em uma misteriosa caixa que cai de cima sobre ela. De repente, o corset pula de suas mãos, envolve-se em torno de seu pescoço e transforma-a na "Head Bangya!!". A edição limitada do single, na verdade, veio em uma caixa que inclui um neck corset para treinamento de headbanging.
Em agosto de 2012, Babymetal estreou em um dos maiores festivais de rock do Japão, o Summer Sonic. Com a média de idade de 12 anos, Babymetal se tornou o ato mais jovem de todos a se apresentar no dito festival. Em 6 de outubro, o grupo realizou seu primeiro concerto solo, I, D, Z~Legend "I", em Shibuya O-East, Shibuya, para um público de 2 600 pessoas. Durante o bis da apresentação, o grupo foi acompanhado por uma banda instrumental ao vivo chamada Kami-Band (神バンド). 2012 também foi marcado pela primeira apresentação internacional do grupo, no evento Anime Festival Asia Singapore 2012, em Singapura, em novembro. Em 20 de dezembro, foi realizado em Akasaka Blitz, Minato, o segundo concerto solo do grupo, I, D, Z~Legend "D" Su-metal Seitansai, em comemoração ao aniversário de 15 anos de Su-metal.

### 2013: Lançamentosmajore crescimento na popularidade
Em 9 de janeiro, Babymetal lançou seu single major de estreia, "Ijime, Dame, Zettai", com vendagem de aproximadamente 19 mil cópias na semana de seu lançamento, estreando em 6º na Oricon Weekly Singles Chart. Em 2 de fevereiro, o grupo realizou seu terceiro concerto solo, I, D, Z~Legend "Z", em Zepp Tokyo, Tóquio, e último concerto da série I, D, Z onde o grupo encerrou oficialmente suas atividades como um subgrupo do Sakura Gakuin. Em março, Suzuka Nakamoto (Su-metal) se formou no ensino secundário e, portanto, "graduou" do Sakura Gakuin (deixou o grupo, que consiste em garotas de até secundário). No entanto, em fevereiro havia sido decidido pela administração que Babymetal não se dissolveria e que continuaria suas atividades como um grupo independente. Em maio, entre os dias 10 e 18, o grupo realizou sua primeira turnê regional, Babymetal Death Match Tour 2013 -May Revolution-, em Osaka e Tóquio.

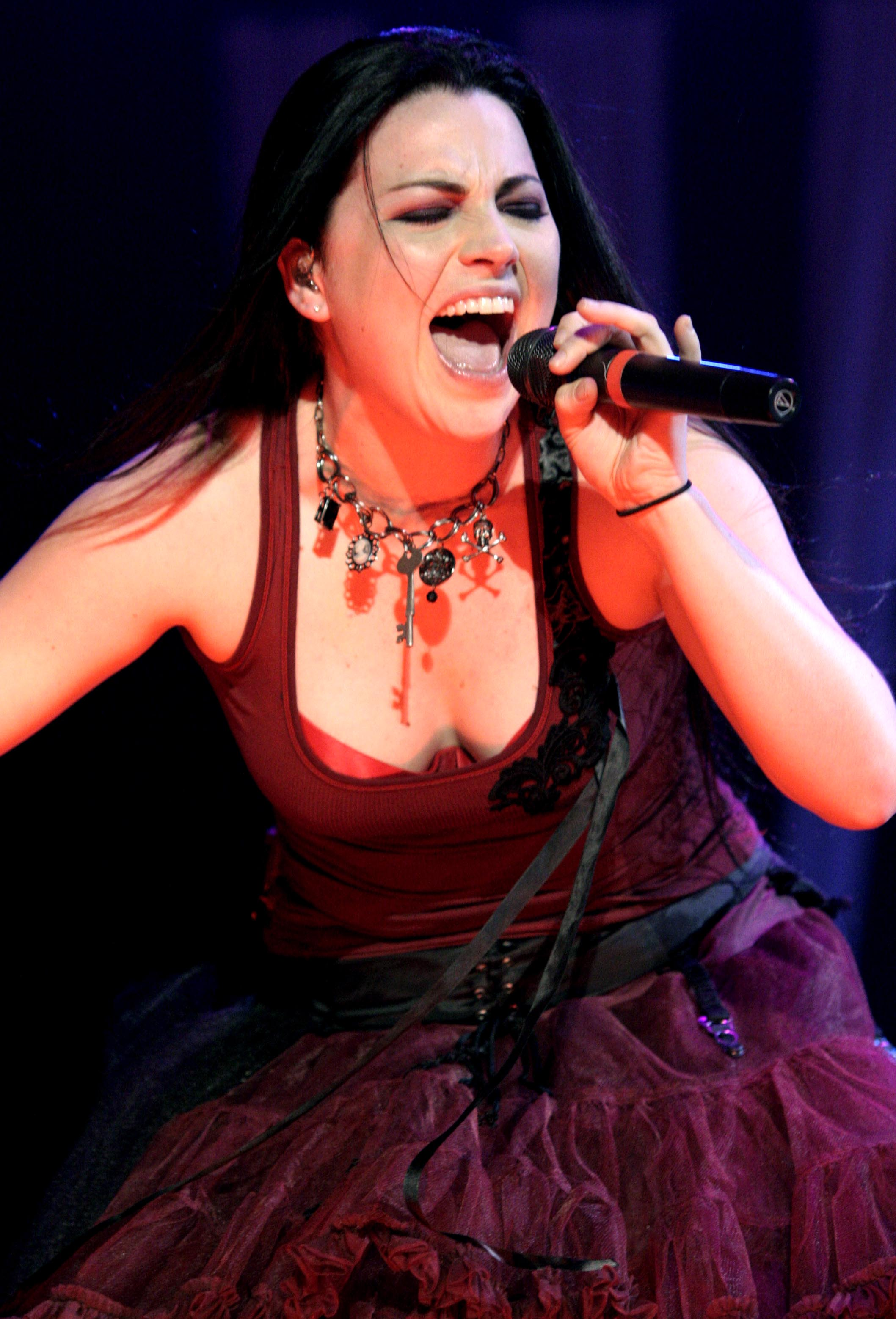
A potência vocal de Su-metal em "Megitsune" foi comparada à Amy Lee (foto), vocalista da banda americana Evanescence.

Em 19 de junho, o grupo lançou seu segundo single major, "Megitsune", na quarta-feira, dia 19 de junho de 2013. Com vendagem de aproximadamente 22 000 cópias na semana de seu lançamento, o single estreou em 7º na Oricon Weekly Singles Chart. A canção mistura elementos típicos da cultura japonesa como o Shamisen, instrumento musical típico, e gritos usados nos matsuri (festivais japoneses), conhecidos como kakegoe, como "Sore!" e "Soiya!"; com o metal (mais especificamente o metalcore). De acordo com o site japonês What's In? Web, "“Megitsune” incorpora elementos techno, lembrando o som de bandas como Crossfaith e Fear, and Loathing in Las Vegas; além dos vocais de Su-metal ganharem poder lembrando os vocais de Amy Lee, da banda americana Evanescence".
Em 30 de junho, foi realizado o concerto solo Legend "1999" Yuimetal & Moametal Seitansai em NHK Hall, Shibuya, em comemoração aos aniversários de Yuimetal e Moametal, para um público de 3 600 pessoas. Nos dias 10 e 11 de agosto, Babymetal se apresentou no festival Summer Sonic 2013, realizado em Tóquio e Osaka. Declaradamente, os membros da banda Metallica estiveram presentes para assistir sua apresentação. Foi o segundo ano consecutivo em que o grupo se apresentou no festival. Meses depois, em outubro, Babymetal se tornou o ato mais jovem a se apresentar no festival de heavy metal Loud Park.
Entre outubro e novembro, o grupo lançou seu primeiro álbum de vídeo ao vivo, intitulado Live ~Legend I, D, Z Apocalypse~. O disco contém os três concertos solo realizados pelo grupo entre outubro de 2012 e fevereiro de 2013: I, D, Z~Legend "I", I, D, Z~Legend "D" Su-metal Seitansai e I, D, Z~Legend "Z". Com 4 908 cópias vendidas na semana de seu lançamento, a versão Blu-ray estreou em 7º na Oricon Weekly Blu-Ray Chart (e em 2º entre os Blu-ray musicais). Em novembro, o grupo gravou o vídeo promocional para a estreia japonesa do filme da banda Metallica: Through the Never.
Em 21 de dezembro, o grupo realizou o concerto solo Legend "1997" Su-metal Seitansai no centro de eventos Makuhari Messe, Chiba, em comemoração ao aniversário de Su-metal, para um público de 8 000 pessoas. Ainda em dezembro, o grupo realizou seu primeiro concerto solo internacional, em Singapura, no dia 28, intitulado Live in Singapore.

### 2014: Álbum de estreia, sucesso viral e turnê mundial
Em 24 de janeiro, Babymetal e em 2 de fevereiro, o grupo realizou um concerto em Taiwan, Taipei, apadrinhado pela banda local ChthoniC. ChthoniC subiu ao palco na canção "Megitsune", onde fizeram uma apresentação juntos.
O grupo lançou seu álbum de estreia em 26 de fevereiro de 2014. O álbum contém 13 faixas e também é disponível numa edição limitada que inclui um DVD com seus vídeos musicais, um clipe ao vivo da canção inédita "Gimme Chocolate!!" e a gravação do concerto do grupo no Summer Sonic 2013, em Tóquio. O álbum foi muito bem recebido, tanto pela crítica quanto pelo público, vendendo mais de 37 000 cópias no Japão em sua primeira semana e estreando em 4º na Oricon e em 2º na Billboard Japan. O álbum também alcançou o topo das tabelas de metal do iTunes Store nos Estados Unidos, Reino Unido e Alemanha, e em 22 de março alcançou o 187º lugar na Billboard 200, algo que poucos artistas japoneses alcançaram. Seu álbum também alcançou a 4ª posição no Heatseekers chart. No mesmo mês, o vídeo musical de "Gimme Chocolate!!" foi publicado no YouTube, recebendo reações explosivas por parte do público internacional, sendo especialmente uma chance de aumentar a popularidade do grupo.
O grupo realizou dois concertos na arena Nippon Budokan, nos dias 1 e 2 de março de 2014, intitulados Akai Yoru Legend "Kyodai Corset Matsuri" ~Tenkaichi Metal Budokai Final~ e Kuroi Yoru Legend "Doomsday" ~Shokan no Gi~. Com a média de idade de 14.7 anos, as integrantes do grupo se tornaram os artistas femininos mais jovens a se apresentarem na arena. Os dois concertos foram frequentados por 20 000 pessoas. No fim do segundo concerto, Babymetal anunciou uma turnê pela Europa entre junho e julho de 2014.
| Babymetal                     | Parece que todos têm uma opinião sobre Babymetal, e agradeçam à Kitsune-Sama por isso. Ame-as ou odeie-as, elas não se vão e dominação mundial parece algo possível. | Babymetal |
| — Metal Hammer sobre o grupo. | |           |

Para o início da sua turnê mundial, o grupo realizou concertos em Paris e Colônia, que serviram como as celebrações dos 15º aniversários de Yuimetal e Moametal respectivamente. Babymetal fez sua estreia no Reino Unido se apresentando no Sonisphere Festival 2014. Elas se apresentaram no Apollo stage, palco principal do festival, ao lado de bandas tais quais Deftones, Carcass e Iron Maiden, em 5 de julho. Para sua estreia nos Estados Unidos, o grupo fez uma apresentação em Hollywood, dia 27 de julho, no The Fonda Theatre. Elas se apresentaram no festival Heavy Montréal 2014, no Canadá, em 9 de agosto, ao lado de grandes bandas tais quais Metallica e Slayer, e a banda Unlocking the Truth; e também se apresentaram no festival Summer Sonic 2014, no Japão, no palco Mountain Stage com bandas tais quais Avenged Sevenfold e Megadeth. Em agosto, a revista britânica Metal Hammer realizou uma votação online chamada Heavy Metal World Cup (Copa do Mundo de Heavy Metal, em alusão à Copa do Mundo FIFA de 2014), onde bandas representavam países, e Babymetal venceu como representante do Japão; ganhando de Machine Head (representante dos Estados Unidos), Kvelertak (representante da Noruega), Sepultura (representante do Brasil) e Gojira (representante da França). Babymetal também foi o ato de abertura para cinco concertos da turnê ArtRave: The Artpop Ball, de Lady Gaga, entre o fim de julho e o início de agosto.
Em outubro, Babymetal lançou seu segundo álbum de vídeo, Live~Legend 1999 & 1997 Apocalypse, em formato de DVD e BD, contando com as apresentações do grupo no NHK Hall (Legend "1999" Yuimetal & Moametal Seitansai) e Makuhari Messe Event Hall (Legend "1997" Su-metal Seitansai). O álbum estreou em 4º nas paradas diárias de DVD e BD da Oricon. Em novembro, o grupo retornou aos Estados Unidos para um concerto no Hammerstein Ballroom, em Nova Iorque, no dia 4, e ao Reino Unido para um concerto na O2 Academy Brixton, em Londres, no dia 8. Ambos os concertos foram para a turnê encore, Babymetal Back to the USA / UK Tour 2014, que consistiu somente desses dois concertos. No concerto em Londres, o grupo estreou uma nova canção, intitulada "Road of Resistance", que contém a participação de Sam Totman e Herman Li, integrantes da banda inglesa DragonForce, como guitarristas convidados, vindo a ser lançada como single digital em 1 de fevereiro de 2015.

### 2015–atualmente:Live at Budokane expansão mundial
Em 7 de janeiro, Babymetal lançou seu terceiro álbum de vídeo, intitulado Live at Budokan ~Red Night & Black Night Apocalypse~, e seus dois primeiros álbuns ao vivo, Live at Budokan ~Red Night~, com a canção "Road of Resistance" como faixa bônus da edição digital do álbum, e Live at Budokan ~Black Night~, o segundo sendo limitado aos compradores do box limitado do álbum de vídeo Live at Budokan ~Red Night & Black Night Apocalypse~. Os três lançamentos incluem os dois concertos realizados pelo grupo em 2014 na arena Nippon Budokan, Tóquio. Live at Budokan ~Red Night~ foi masterizado pelo ganhador do Grammy Award, Ted Jensen, engenheiro no estúdio Sterling Sound. A versão BD do álbum de vídeo Live at Budokan ~Red Night & Black Night Apocalypse~ alcançou a primeira posição na parada musical semanal da Oricon, e com a média de idade de 15.7 anos, Babymetal tornou-se o grupo mais jovem a atingir o primeiro lugar na parada, ultrapassando a média de 16.6 anos por Momoiro Clover Z. Live at Budokan ~Red Night~ foi o primeiro álbum ao vivo a alcançar o topo da parada semanal de álbuns da Oricon em 24 anos e 7 meses, precedido por Shining Star, lançado pelo duo pop Wink em maio de 1990.
Em 10 de janeiro, o grupo realizou um concerto intitulado Legend "2015" ~Shinshun Kitsune Matsuri~ na Saitama Super Arena, Saitama, para um público de 20 000 pessoas. Ao fim do concerto foi anunciado que sua segunda turnê mundial, Babymetal World Tour 2015, iniciará em maio do mesmo ano. A apresentação foi transmitida na televisão japonesa pelo canal WOWOW em março do mesmo ano.
Em 9 de fevereiro, o grupo fez a primeira parte dos anúncios de datas para a sua turnê mundial de 2015. As datas anunciadas foram para apresentações no México (Cidade do México), Canadá (Toronto), Estados Unidos (Chicago e Colombus), Alemanha (Nürburg e Munique), Áustria (Viena) e Japão (Chiba). Posteriormente, em 25 de fevereiro, foram anunciadas outras três datas para apresentações na França (Estrasburgo), Suiça (Zurique) e Itália (Bolonha). Mais tarde, foi anunciada a presença do grupo nos festivais de Reading e Leeds, no Reino Unido, em agosto, como as artistas mais jovens a se apresentarem no palco principal de ambos os festivais.
Em 27 de fevereiro foi anunciado que o lançamento do quarto álbum de vídeo do grupo, Live in London -Babymetal World Tour 2014-, contendo as apresentações do grupo em Londres realizadas durante o ano de 2014, ocorrerá em 20 de maio de 2015. Além disso, também foi anunciado que seu álbum de estreia, Babymetal, seria lançado em formato de vinil de 12 polegadas em 17 de junho de 2015 em uma edição limitada de dois discos.
Em 9 de abril, foi anunciado que o grupo havia assinado um contrato de distribuição com as gravadoras Edel Music na Europa e RAL, subgravadora da Sony Music, na América do Norte; e seu álbum de estreia, Babymetal, foi lançado fisicamente em vários países de ambos os continentes, entre 29 de maio e 2 de junho.
Em 12 de junho, durante a performance de DragonForce no Download Festival 2015, Babymetal se juntou à banda para uma apresentação colaborativa da canção "Gimme Chocolate!!", lançada como single digital pelo grupo no fim de maio, somente no Reino Unido. Ainda em junho, durante a cerimônia de premiações realizada pela Metal Hammer, Metal Hammer Golden Gods Awards 2015, Babymetal e DragonForce apresentaram juntos "Road of Resistance" e "Gimme Chocolate!!" , onde, ainda, Babymetal recebeu o prêmio de artista com maior avanço.
Em 2024, se apresentaram no Brasil pela primeira vez participando do Knotfest no dia 20 de outubro, além de um show extra um dia depois. Em 6 de dezembro de 2024, participaram do single "Bekhauf" da banda indiana de folk metal Bloodywood.

## Características artísticas

### Estilo musical e temas líricos
| Babymetal                                           | Estamos tentando estabelecer diversão e agressividade em um novo gênero musical. | Babymetal |
| — Su-metal, entrevista ao portal Kawaii girl Japan. |                                                                                  |           |

Babymetal define seu estilo musical com um novo gênero chamado "kawaii metal" (kawaii significa fofo), e esclarece que isso é uma "mistura de J-pop idol e heavy metal" (por causa do seu estilo teen pop japonês fofo fundido a vários gêneros do heavy metal). Na imprensa musical, o grupo é mais comumente associado aos gêneros death metal, heavy metal e J-pop, mas algumas de suas canções foram classificadas como death metal sinfônico ("Babymetal Death") e speed metal melódico ("Ijime, Dame, Zettai") e seu som inquietante tem sido comparado ao electronicore ("Iine!"). Marty Friedman, ex-guitarrista da banda Megadeth citou que "o grupo soa como Meshuggah com J-pop por cima". O grupo cita como influências de sua música Metallica, Iron Maiden e Ariana Grande.
Antes da formação do grupo, nenhuma das integrantes havia tido contato com o heavy metal. Yuimetal assumiu que, de antemão, achava o conceito de heavy metal assustador; mas agora diz que "É divertido! Agora entendo por que as pessoas apreciam-no muito! Eu ainda não entendo-o completamente, mas estou interessada". Kobametal, o produtor do grupo, buscava criar uma fusão de gêneros do metal e misturá-lo ao idol, citando o seguinte: "Na Amuse temos um grupo chamado Perfume e eu gosto muito delas. Mas eu pensei, se eu fosse criar um grupo, como eu faria isso? Eu gosto muito de metal, então imaginei que eu poderia tentar misturar metal e idol". Posteriormente, Kobametal acrescentou que Babymetal não poderia ser classificado como pop tal qual metal, mas como um grupo que segue um estilo único.
Patrick St. Michel, da MTV 81, elogia "a pureza, e a enegia de conduzir os fãs ao headbanging" durante os concertos do grupo, e descreve seu estilo como "[...] uma mistura de gêneros aparentemente desiguais (heavy metal e J-pop idol), criando canções ancoradas por gritos pesados e refrões fofinhos". Enrico Ahlig, da revista Alemã Metal Hammer, descreveu o estilo do grupo com a fórmula "Saias curtas, encanto de garotinhas escolares e vozes super agudas - exatamente como em animes. Mas elas mesclam isso tudo com metal. Slams, breaks e solos de guitarra são ferozmente jogados num pote de música techno pop. Isso soa estranho, e é".
Os temas líricos encontrados na música do grupo focam em questões do mundo real e em tópicos típicos de um idol-pop tais quais encorajar jovens adolescentes a se aceitarem e se defenderem, a pressão posta em garotas adolescentes para se manterem magras, bullying, a sensação de ir ao seu primeiro concerto, o conceito de "mulher ideal" e chocolate; críticas subjetivas dizem que estão um passo acima dos temas líricos tipicamente usados pela maioria das bandas de metal.

### Performances ao vivo
Além de dançar, o trio performa vocais. Su-metal é a vocalista principal, creditada no site oficial do grupo com "Vocal e Dança", enquanto Yuimetal e Moametal são creditadas com "Screams e Dança". O trio usualmente se veste em trajes estilo Punk Lolita, de cores vermelho e preto. Su-metal, a mais alta das três, fica tipicamente no centro, com as outras duas integrantes posicionadas aos seus lados. Além disso, Yuimetal e Moametal formaram um subgrupo chamado Black Babymetal (estilizado como BLACK BABYMETAL). A dança é coreografada pela professora de dança do trio Mikiko (com o nome artistico de Mikikometal), quem é renomada como coreógrafa para o grupo Perfume; e ainda possui sua própria academia de dança chamada Eleven Play.
Ao invés do sinal da mão chifrada, o grupo usa o sinal da raposa (mais especificamente, sinal da kitsune) para simbolizar a inspiração divina do grupo. Quando perguntadas sobre tal divindade (Kitsune-Sama, lit. "Deus Raposa") elas responderam: "Na verdade nós nunca chegamos a conhecer Kitsune-Sama, mas, por causa de sua benção, fomos capazes de nos tornar Babymetal". Ainda sobre o sinal da raposa, em entrevista foi revelado por Su-metal que o mesmo nasceu de um erro: "Durante uma aula de dança, nossa professora pediu para que fizessemos o sinal da mão chifrada, e nos foram mostradas fotos, mas na época ainda não sabiamos muito sobre o heavy metal. Então, quando olhamos a foto, dissemos 'Ah, é uma raposa!' e então fizemos o sinal da raposa. Nossa professora, então, disse 'Já que acham que é uma raposa, tudo bem. Que tal seguirmos com esse sinal?', então o mesmo foi oficializado". Em seus concertos, Babymetal é sustentado por uma banda de apoio que é, ou a Bonesband, banda aérea composta pelos Babybones, vestidos em trajes preto e branco de esqueletos, quem fingem tocar os instrumentos ou uma banda ao vivo chamada Kami-Band (posteriormente chamada Full Metal Band).  Os integrantes da banda de apoio incluem Takayoshi Ohmura (guitarra), Leda (guitarra), Mikio Fujioka (guitarra), BOH (baixo), Hideki Aoyama (bateria) e Yuya Maeta (bateria). O público de seus concertos é bastante diverso, sendo integrado por fãs de metal, pessoas vestidas em roupas extravagantes, roupas góticas e cosplayers; fãs de várias e diferentes culturas.

### Colaborações

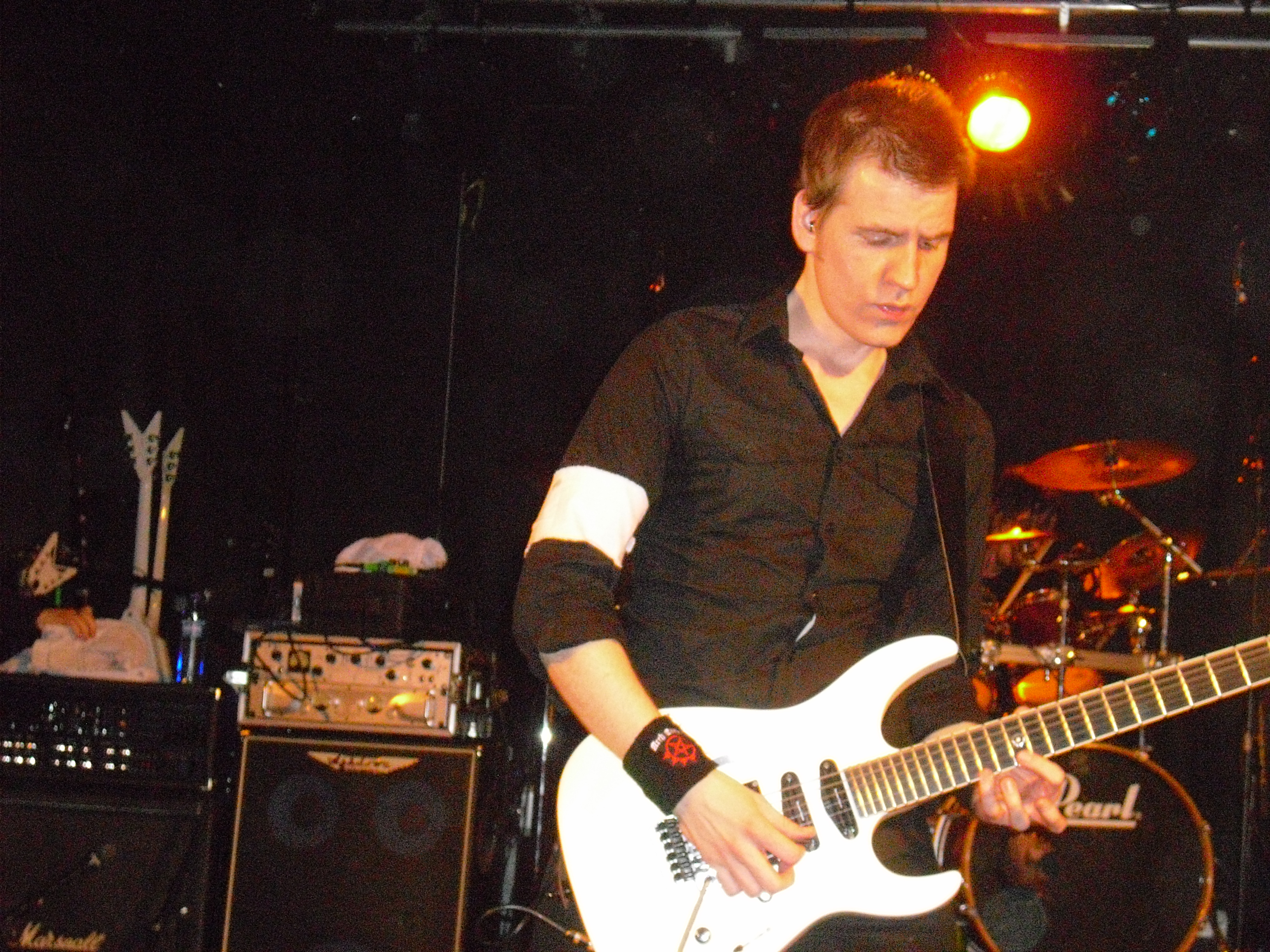
Christopher Amott em 2010.

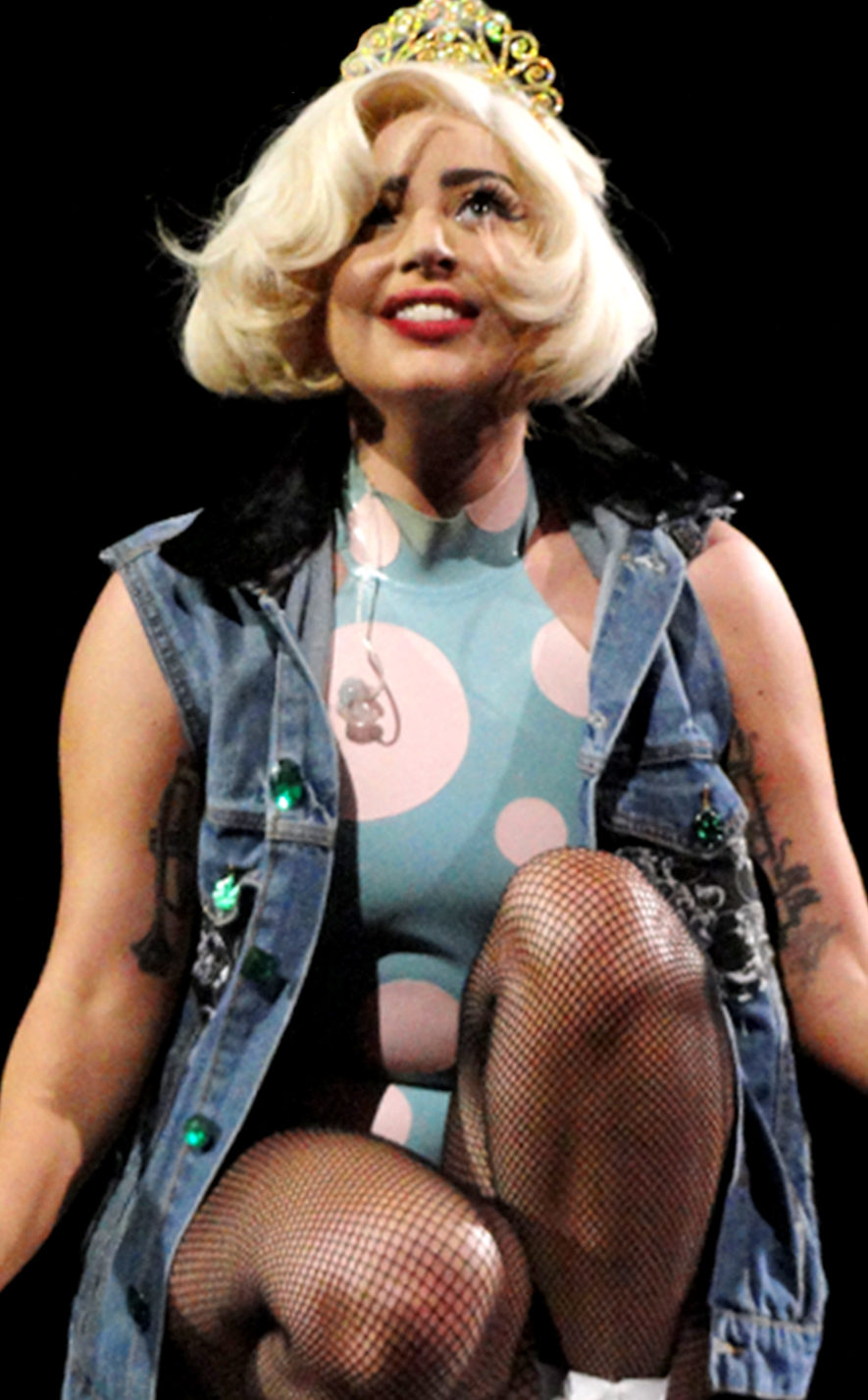
Lady Gaga durante sua turnê Artrave: The Artpop Ball (2014).

Desde sua formação, Babymetal colaborou com vários artistas, sejam eles japoneses ou internacionais. Em março de 2012, foi lançado o single "Babymetal × Kiba of Akiba", em colaboração à banda japonesa de metal alternativo/metalcore Kiba of Akiba. Em janeiro de 2013, Babymetal fez sua estreia major com o single "Ijime, Dame, Zettai"; em suas edições limitadas foi disponível uma versão alternativa da canção, que inclui o ex-guitarrista da banda sueca de death metal melódico Arch Enemy, Christopher Amott, como guitarrista convidado. Em janeiro de 2014, Babymetal realizou um concerto colaborativo com a banda japonesa de hard rock Kinniku Shōjo Tai; e em fevereiro de 2014, o grupo se apresentou em Taiwan, Taipei, onde realizou uma colaboração com a banda local ChthoniC, apresentando ao vivo, juntos, a canção "Megitsune". Entre julho e agosto de 2014, Babymetal trabalhou como ato de abertura para a turnê de Lady Gaga, Artrave: The Artpop Ball. Selecionado a dedo por Lady Gaga, Babymetal foi o ato de abertura em cinco concertos realizados pela cantora nos Estados Unidos. Além disso, Lady Gaga deu seu suporte ao grupo por assistir suas apresentações na fileira em frente ao palco, além de elogiar o trabalho das garotas e autoproclamar-se fã do grupo. Em novembro de 2014 o grupo apresentou-se em Londres, estreando a canção "Road of Resistance", que, mais tarde, veio a ser anunciada como uma colaboração entre Babymetal, Sam Totman e Herman Li, guitarristas da banda britânica de speed metal DragonForce. A canção foi lançada como single digital em fevereiro de 2015.

## Saída de Yuimetal
A cantora Yuimetal (Yui Mizuno) não faz mais parte do Babymetal. A saída da artista foi anunciada em 19 de outubro de 2018. A banda confirmou que seguirá com Su-Metal (Suzuka Nakamoto) e Moametal (Moa Kikuchi), além de seus demais músicos de apoio.
Yuimetal esteve fora do Babymetal desde dezembro de 2017. Na ocasião, ela estava apenas afastada, por problemas de saúde, e seu retorno era aguardado para os shows da turnê "Babymetal World Tour 2018", que começa ainda este mês. No entanto, Yui Mizuno decidiu deixar o grupo após esse período de ausência.
Um comunicado divulgado pelas outras duas vocalistas da banda diz:
" Yuimetal havia dito que gostaria de voltar a tocar com o grupo nos próximos meses depois de sua última apresentação em Dezembro, devido a problemas de saúde. Durante sua ausência, tanto Su-Metal quanto Moametal, assim como a equipe inteira se prepararam para sua volta. Entretanto, Yuimetal decidiu que não se apresentará na Babymetal World 2018 pelo Japão e que não fará mais parte. Agradecemos por sua contribuição e a desejamos tudo de bom em seus projetos futuros. "
Segundo comunicado divulgado pela cantora, sua saída em definitivo parece estar relacionada aos mesmos problemas de saúde que a afastou desde dezembro do ano interior.
"Refleti muito sobre isso, mas decidi deixar o Babymetal. Lamento que minha decisão perturbe outros membros e alguns dos muitos fãs que apoiaram o Babymetal. [...] Eu tinha grande desejo de voltar aos palcos, mas minha condição física não está em seu melhor, mesmo agora, e eu também queria seguir meu sonho, que eu já tinha há muito tempo, de seguir por conta própria como Yui Mizuno"
disse ela, que agradeceu pelas "inúmeras e preciosas experiências" com a banda.

## Integrantes
Babymetal é integrado por Suzuka Nakamoto, conhecida no grupo como Su-metal (SU-METAL), creditada por "Vocais e dança", nascida em 20 de dezembro de 1997 em Hiroshima; Momoko Okazaki (MOMOMETAL), creditada por "Screams e dança", nascida a 3 de março de 2003 em Fukuoka e Moa Kikuchi, conhecida como Moametal (MOAMETAL), creditada por "Screams e dança", nascida em 4 de julho de 1999 em Aichi.
- Su-metal (中元すず香, Suzuka Nakamoto) – Vocais, dança
- Moametal (菊地最愛, Moa Kikuchi) – Screams, dança
- Momometal (Momoko Okazaki) – Screams, dança

### Banda de suporte
Kami-Band (神バンド, Kami-Bando, lit. "Banda dos Deuses"), antes conhecida como Full Metal Band (FULL METAL BAND), é a banda de suporte que performa os instrumentais nos concertos de Babymetal desde outubro de 2012 (com variações na formação).
- Takayoshi Ohmura (大村孝佳) – Guitarra
- Leda – Guitarra

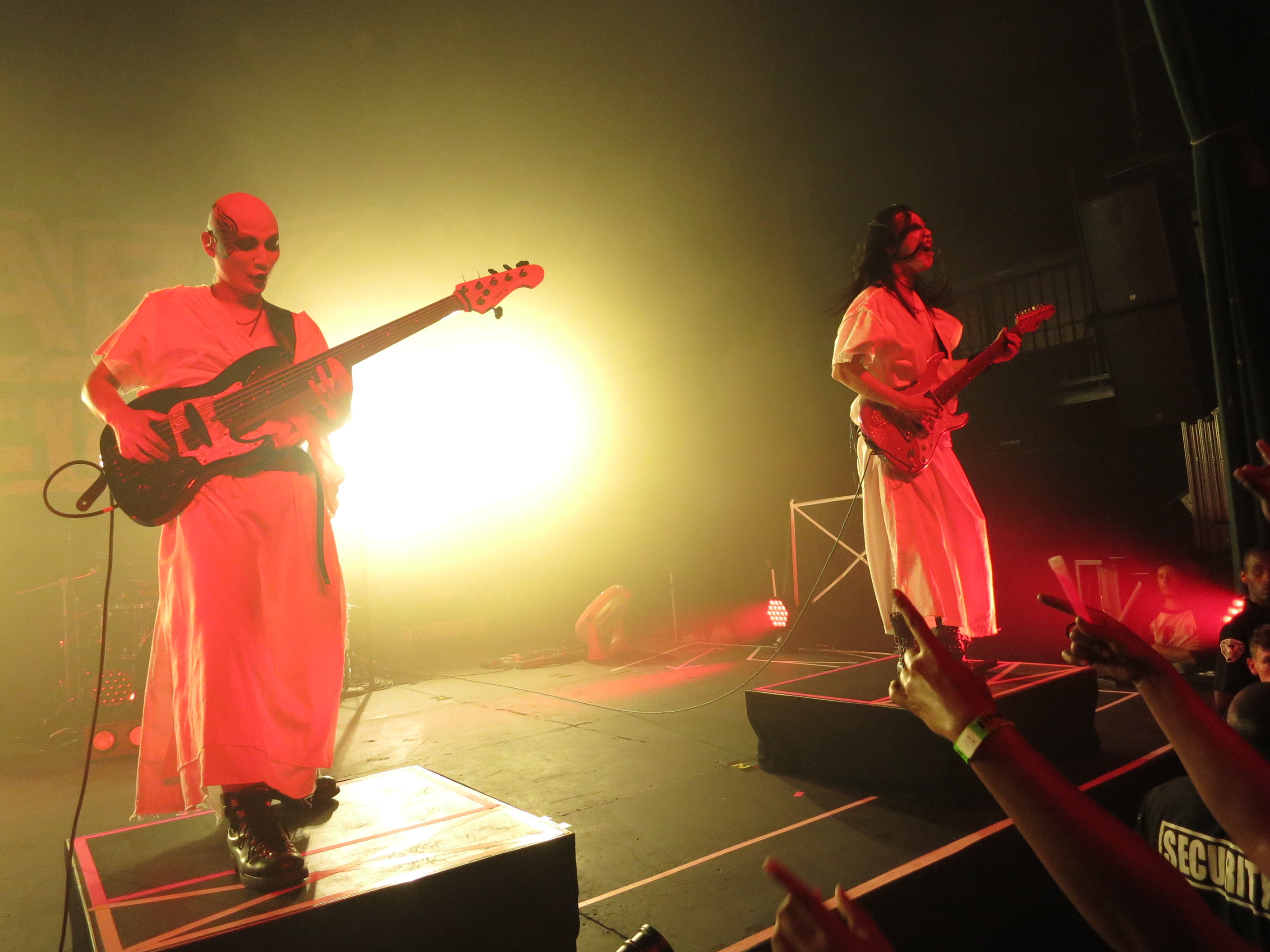
Integrantes da Kami-Band durante apresentação de Babymetal em Los Angeles, 2014

- Mikio Fujioka (藤岡幹大) – Guitarra (sub-membro, presente somente em alguns concertos)
- Boh (棒手大輔) – Baixo
- Hideki Aoyama (青山英樹) – Bateria
- Yuya Maeta (前田遊野) – Bateria (sub-membro, presente somente em alguns concertos)
- Hidefumi Usami (宇佐美秀文) – Engenheiro de som ao vivo[195]

## Discografia
- Babymetal (2014)
- Metal Resistance (2016)
- Metal Galaxy (2019)
- The Other One (2023)

## Concertos
Concertos solo
- 6 de outubro de 2012 – I, D, Z~Legend "I" (Shibuya O-East, Shibuya)[48]
- 20 de dezembro de 2012 – I, D, Z~Legend "D" Su-metal Seitansai (Akasaka Blitz, Minato)[52]
- 1 de fevereiro de 2013 – I, D, Z~Legend "Z" (Zepp Tokyo, Tóquio)[54]
- 30 de junho de 2013 – Legend "1999" Yuimetal & Moametal Seitansai (NHK Hall, Shibuya)[65]
- 21 de dezembro de 2013 – LEGEND "1997" Su-metal Seitansai (Makuhari Messe, Chiba)[74]
- 28 de dezembro de 2013 – Live in Singapore (*Scape The Ground Theatre, Singapura)[76]
- 1 de março de 2014 – Akai Yoru Legend "Kyodai Corset Matsuri" ~Tenkaichi Metal Budokai Final~ (Nippon Budokan, Tóquio)[85]
- 2 de março de 2014 – Kuroi Yoru Legend "Doomsday" ~Shokan no Gi~ (Nippon Budokan, Tóquio)[85]
- 10 de janeiro de 2015 – Legend "2015" ~Shinshun Kitsune Matsuri~ (Saitama Super Arena, Saitama)[119]

### Turnês
| Como artista principal - Babymetal Death Match Tour 2013 -May Revolution- (2013) - Babymetal World Tour 2014 (2014) - Babymetal Back to the USA / UK Tour 2014 (2014) - Babymetal World Tour 2015 (2015) - Babymetal World Tour 2015 in Japan (2015) | Como artista convidado - Ato de abertura em cinco concertos da ArtRave: The Artpop Ball, de Lady Gaga (2014) |

## Prêmios e indicações
| Ano  | Categoria                                                                | Recipiente            | Resultado    |
| ---- | ------------------------------------------------------------------------ | --------------------- | ------------ |
| 2013 | NSK Awards 2012 — Melhor Lado B                                          | "Uki Uki Midnight"    | Indicado     |
| 2013 | NSK Awards 2012 — Melhor Vídeo Musical                                   | "Head Bangya!!"       | Indicado     |
| 2013 | NSK Awards 2012 — Melhor Single                                          | "Head Bangya!!"       | Indicado     |
| 2014 | MTV Europe Music Awards 2014 — Carta Curinga para Melhor Artista Japonês | Babymetal             | Pré-indicado |
| 2014 | Land of Rising Sound Japan Music Awards 2014 — Melhor Artista Mundial    | Babymetal             | Venceu       |
| 2015 | The Arcade Awards 2014 — Melhor Artista                                  | Babymetal             | Venceu       |
| 2015 | The Arcade Awards 2014 — Melhor Álbum                                    | Babymetal (álbum)     | Venceu       |
| 2015 | NSK Awards 2014 — Melhor Álbum do Ano                                    | Babymetal (álbum)     | Venceu       |
| 2015 | NSK Awards 2014 — Melhor Canção de Álbum                                 | "Gimme Chocolate!!"   | Venceu       |
| 2015 | NSK Awards 2014 — Momento Favorito                                       | Babymetal em Londres  | Venceu       |
| 2015 | NSK Awards 2014 — Grupo Idol do Ano                                      | Babymetal             | Venceu       |
| 2015 | NSK Community Idol Awards 2014 — Melhor Lado B                           | "Akumu no Rinbukyoku" | Venceu       |
| 2015 | NSK Community Idol Awards 2014 — Maior Tendência                         | Babymetal             | Venceu       |
| 2015 | NSK Community Idol Awards 2014 — Grupo Idol do Ano                       | Babymetal             | Venceu       |
| 2015 | Loudwire Music Awards 2014 — Artista Revelação                           | Babymetal             | Venceu       |
| 2015 | NEO Awards 2014 — Melhor Artista do Ano                                  | Babymetal             | Venceu       |
| 2015 | Beeast Music Award 2014 — Melhor Banda                                   | Babymetal             | Indicado     |
| 2015 | Beeast Music Award 2014 — Melhor Guitarrista                             | Takayoshi Ohmura      | Indicado     |
| 2015 | Metal Storm Awards 2014 — Melhor Álbum de Estreia                        | Babymetal (álbum)     | Indicado     |
| 2015 | Metal Storm Awards 2014 — A Maior Surpresa                               | Babymetal (álbum)     | Venceu       |
| 2015 | 7º CD Shop Awards — Grande Prêmio                                        | Babymetal (álbum)     | Venceu       |
| 2015 | Kerrang! Awards 2015 — O Espírito da Independência                       | Babymetal             | Venceu       |
| 2015 | Metal Hammer Golden Gods 2015 — Maior Avanço                             | Babymetal             | Venceu       |

### Honras
| Ano  | Publicação                   | Honra                                                                       | Recipiente                                         | Posição |
| ---- | ---------------------------- | --------------------------------------------------------------------------- | -------------------------------------------------- | ------- |
| 2014 | Gigwise                      | As 10 Melhores Coisas que Aconteceram no Sonisphere 2014                    | Babymetal                                          | 3       |
| 2014 | Vince Neilstein (MetalSucks) | Top 15 Álbuns de Metal de 2014                                              | Babymetal (álbum)                                  | 1       |
| 2014 | Kerrang                      | 101 Momentos que Agitaram 2014                                              | Babymetal (apresentação no festival Sonisphere UK) | 45      |
| 2014 | Kerrang                      | As 20 Bandas Mais Quentes no Mundo no Momento                               | Babymetal                                          | 7       |
| 2014 | Metalholic                   | 50 Melhores Álbuns de Hard Rock e Heavy Metal de 2014                       | Babymetal (álbum)                                  | —       |
| 2014 | DJ Tsutaya (Geki-Rock)       | Melhores Álbuns de 2014                                                     | Babymetal (álbum)                                  | 3       |
| 2014 | Shiori Kobayashi (Geki-Rock) | Melhores Álbuns de 2014                                                     | Babymetal (álbum)                                  | 3       |
| 2015 | Metal Japan                  | Melhores Vocalistas de 2014                                                 | Su-metal                                           | 10      |
| 2015 | Metal Japan                  | Melhores Guitarristas de 2014                                               | Takayoshi Ohmura                                   | 1       |
| 2015 | Metalholic                   | Top 25 Mulheres no Hard Rock e Metal para 2014                              | Babymetal                                          | —       |
| 2015 | B-Pass                       | Canções que Você Absolutamente Quer Ouvir no Dia dos Namorados              | "Gimme Chocolate!!"                                | 3       |
| 2015 | Metal Japan                  | 10 Melhores Apresentações de Metal Ao Vivo de 2005 a 2014                   | Babymetal (apresentação no festival Loud Park 13)  | 3       |
| 2015 | OKMusic                      | Melhores Canções Sobre Chocolate para o Dia dos Namorados                   | "Gimme Chocolate!!"                                | 1       |
| 2015 | Kerrang!                     | 21 Artistas Modelando o Futuro do Rock                                      | Babymetal                                          | 21      |
| 2015 | Kerrang!                     | 10 Razões pelas quais Você Precisa Ir aos Festivais de Reading e Leeds 2015 | Babymetal                                          | 7       |